# Mathaux
Mathaux – miejscowość i gmina we Francji, w regionie Grand Est, w departamencie Aube.
Według danych na rok 1990 gminę zamieszkiwało 186 osób, a gęstość zaludnienia wynosiła 15 osób/km².

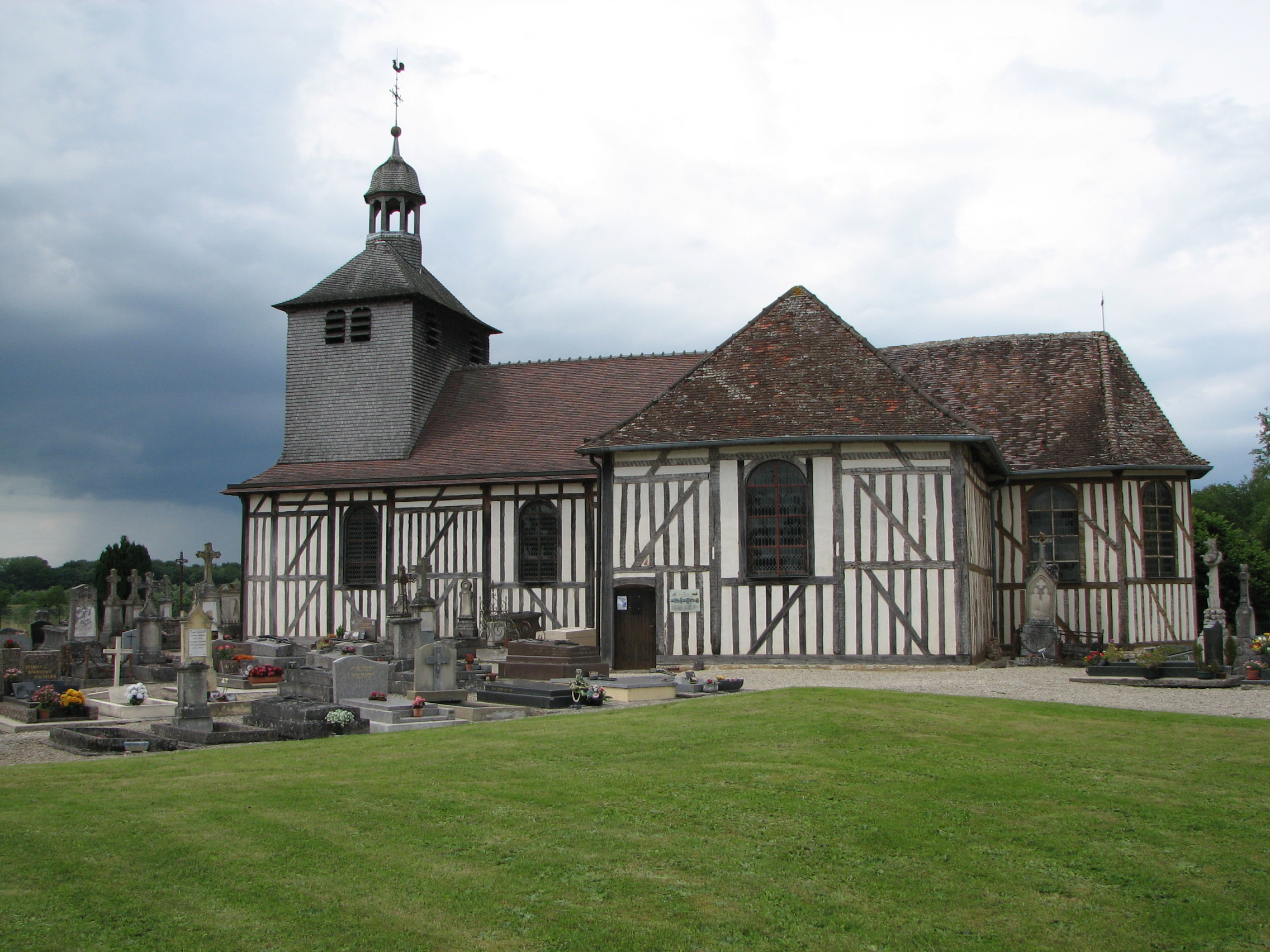
Kościół w Mathaux, 2008